# Museu Terres de la Bíblia
El Museu Terres de la Bíblia (hebreu: מוזיאון ארצות המקרא‎) és un museu dedicat als països i a les cultures antigues que apareixen en l'Antic Testament. El museu està ubicat a Jerusalem, al costat del Museu d'Israel i del Campus Nacional d'Arqueologia d'Israel situat en el complex de Givat Ram.